# Крачевська Світлана Іванівна
Світлана Іванівна Крачевська (при народженні Есфір Долженко, 23 листопада 1944) — радянська легкоатлетка єврейського походження, срібна призерка Олімпійських ігор.

## Виступи на Олімпіадах
| Олімпіада     | Дисципліна     | Місце |
| ------------- | -------------- | ----- |
| Мюнхен 1972   | штовхання ядра | 4     |
| Монреаль 1976 | штовхання ядра | 9     |
| Москва 1980   | штовхання ядра | 2     |